# アット・フィルハーモニック・ホール
『アット・フィルハーモニック・ホール』（英: The Bootleg Series Vol. 6: Bob Dylan Live 1964, Concert at Philharmonic Hall）は、ボブ・ディランの1964年10月31日ニューヨーク、フィルハーモニック・ホールでの「ハロウィーン・コンサート」の演奏を記録し、2004年にリリースされたライブ・アルバム。海賊盤などでしか聴けない未発表音源を公式盤としてリリースする『ブートレッグ・シリーズ第6集』として発表された。
2004年4月17日付ビルボード200チャートで最高28位、全英アルバム・チャートで33位、日本のオリコンで107位を記録した。

## 解説
1965年1月に録音されるスタジオ・アルバム『ブリンギング・イット・オール・バック・ホーム』（1965年）に収録された「エデンの門」、「イッツ・オールライト・マ」、「ミスター・タンブリン・マン」の、この時点でのライブ演奏を聴くことができる。「銀の剣」はジョーン・バエズのソロ、「ママ、ユー・ビーン・オン・マイ・マインド」、「神が味方」、「悲しきベイブ」の3曲がバエズとのデュエットである。

## 収録曲
特記なき楽曲はボブ・ディラン作詞・作曲

* は、ジョーン・バエズとの共演

### Disc 1
1. 時代は変る - The Times They Are a-Changin' – 3:29
2. スパニッシュ・ハーレム・インシデント - Spanish Harlem Incident – 3:07
3. ジョン・バーチ・パラノイド・ブルース - Talkin' John Birch Paranoid Blues – 4:06
4. ラモーナに - To Ramona – 6:01
5. デイヴィー・ムーアを殺したのは誰？ - Who Killed Davey Moore? – 4:46
6. エデンの門 - Gates of Eden – 8:32
7. 出ていくのなら - If You Gotta Go, Go Now – 4:06
8. イッツ・オールライト・マ - It's Alright, Ma (I'm Only Bleeding) – 11:26
9. アイ・ドント・ビリーヴ・ユウ - I Don't Believe You (She Acts Like We Never Met) – 4:01
10. ミスター・タンブリン・マン - Mr. Tambourine Man – 6:33
11. はげしい雨が降る - A Hard Rain's a-Gonna Fall – 7:44

### Disc 2
1. 第3次世界大戦を語るブルース - Talkin' World War III Blues – 5:52
2. くよくよするなよ - Don't Think Twice, It's All Right – 4:34
3. ハッティ・キャロルの寂しい死 - The Lonesome Death of Hattie Carroll – 6:57
4. ママ、ユー・ビーン・オン・マイ・マインド - Mama, You Been on My Mind – 3:35*
5. 銀の剣 - Silver Dagger – 3:47*
  - トラディショナル
6. 神が味方 - With God on Our Side – 6:17*
7. 悲しきベイブ - It Ain't Me, Babe – 5:11*
8. オール・アイ・リアリー・ウォント - All I Really Want to Do – 4:01

## パーソネル
- ボブ・ディラン - ボーカル、ギター、ハーモニカ
- ジョーン・バエズ - ボーカル
- Steven Berkowitz - プロデューサー
- Jeff Rosen - プロデューサー

## リリース
日本
| 日付         | レーベル | フォーマット | カタログ番号 | 付記 |
| ------------ | -------- | ------------ | ------------ | ---- |
| 2004年4月7日 | ソニー   | 2CD          | MHCP-248･249 |      |